# Wood Lane (métro de Londres)
Wood Lane est une station des lignes : Circle line et Hammersmith & City line, du métro de Londres, en zone 2. Elle est située à Wood Lane (en) sur le territoire du borough londonien de Hammersmith et Fulham.

## Histoire
La station est mise en service le 12 octobre 2008 à White City. Elle l'œuvre du cabinet de l'architecte Ian Ritchie.

## À proximité
- Wood Lane (en)